# James Thomas McIlmoyl
James Thomas McIlmoyl (24 août 1840-27 mars 1933) est un homme politique canadien de la Colombie-Britannique. Il est député provincial indépendant de la circonscription britanno-colombienne de Victoria de élection partielle en 1878 à 1882.

## Biographie
Né dans le Haut-Canada de parents d'origines écossaises, McIlmoyl étudie et travaille comme apprenti dans un magasin générale en Ontario. En mai 1862, il s'installe à Victoria et ensuite il va prospecter dans les mines du district de Cariboo en Colombie-Britannique. Il connait quelques succès et retourne s'établir à Victoria en 1870 où il fait l'acquisition d'une ferme lui permettant de cultiver du grain et d'élever du bétail. En 1873, il est nommé juge de paix et sert également comme secrétaire du district scolaire local. McIlmoyl est également un membre proéminent l'Ancient Order of United Workmen (en),.
McIlmoyl meurt à Victoria en 1926 à l'âge de 92 ans.